# Wetan
Wetan (Indonesisch: Pulau Wetan) is een Indonesisch eiland in de Molukken, onderdeel van de Babareilanden, gelegen in de Bandazee. Het eiland behoort tot de provincie Maluku.
Wetan ligt ten westen van het hoofdeiland Babar. Nederzettingen op het eiland zijn Nusiatan, Liktopun, Herlei, Hoka, Upuhupun, Njabota, Pota besar, Pota kecil, Pota en Wasarili.